# Bellubrunnus
Bellubrunnus (nombre que significa "belleza de Brunn" en latín) es un género extinto de pterosaurio ranforrínquido del Jurásico Superior (Kimmeridgiense) del sur de Alemania. Solo se conoce una especie, Bellubrunnus rothgaengeri. Bellubrunnus se distingue de otros ranforrínquidos por su carencia de largas proyecciones en las vértebras de la cola, tener pocos dientes en las mandíbulas y puntas de las alas que se curvan hacia adelante más que inclinarse hacia atrás como en muchos otros pterosaurios.

## Descubrimiento

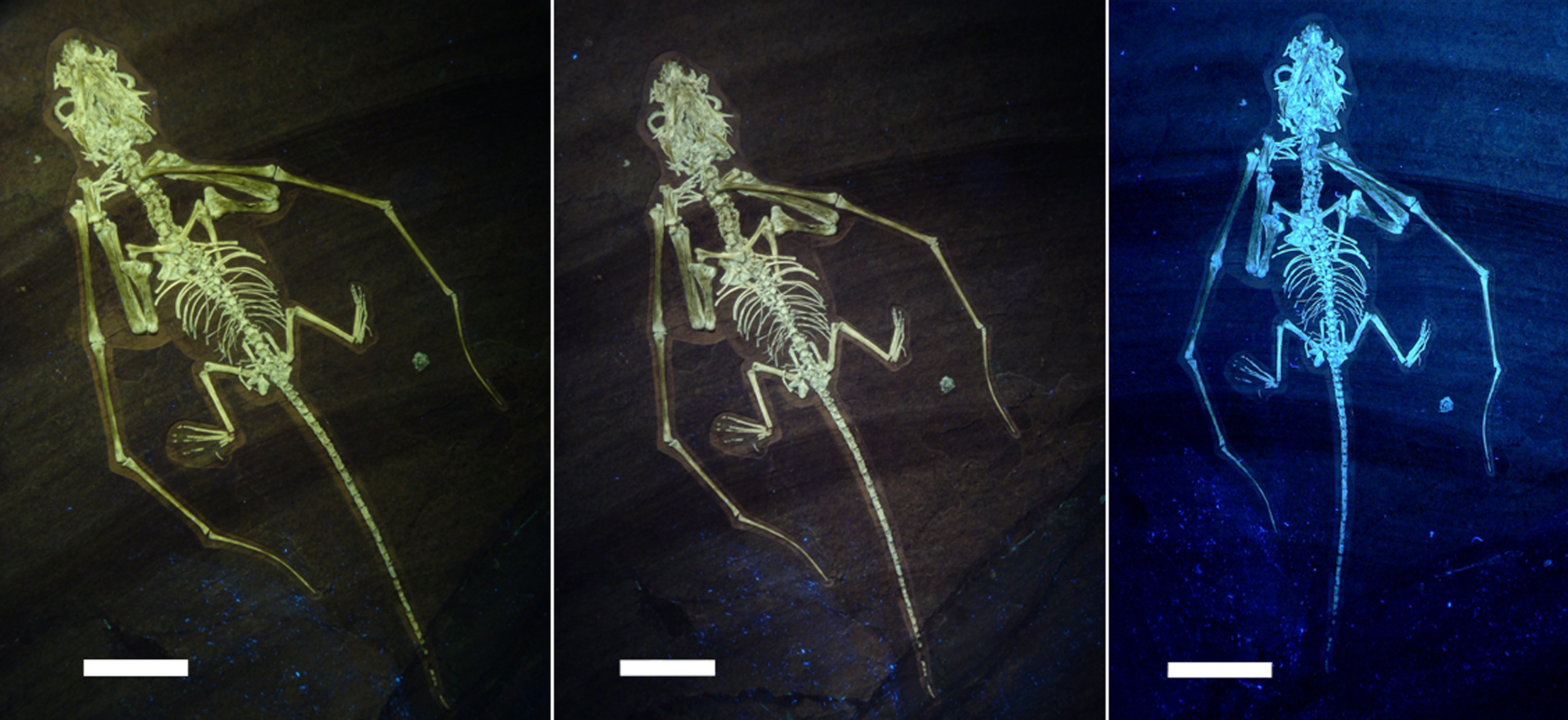
Holotipo BSP–1993–XVIII–2 iluminado bajo múltiples longitudes de onda UV

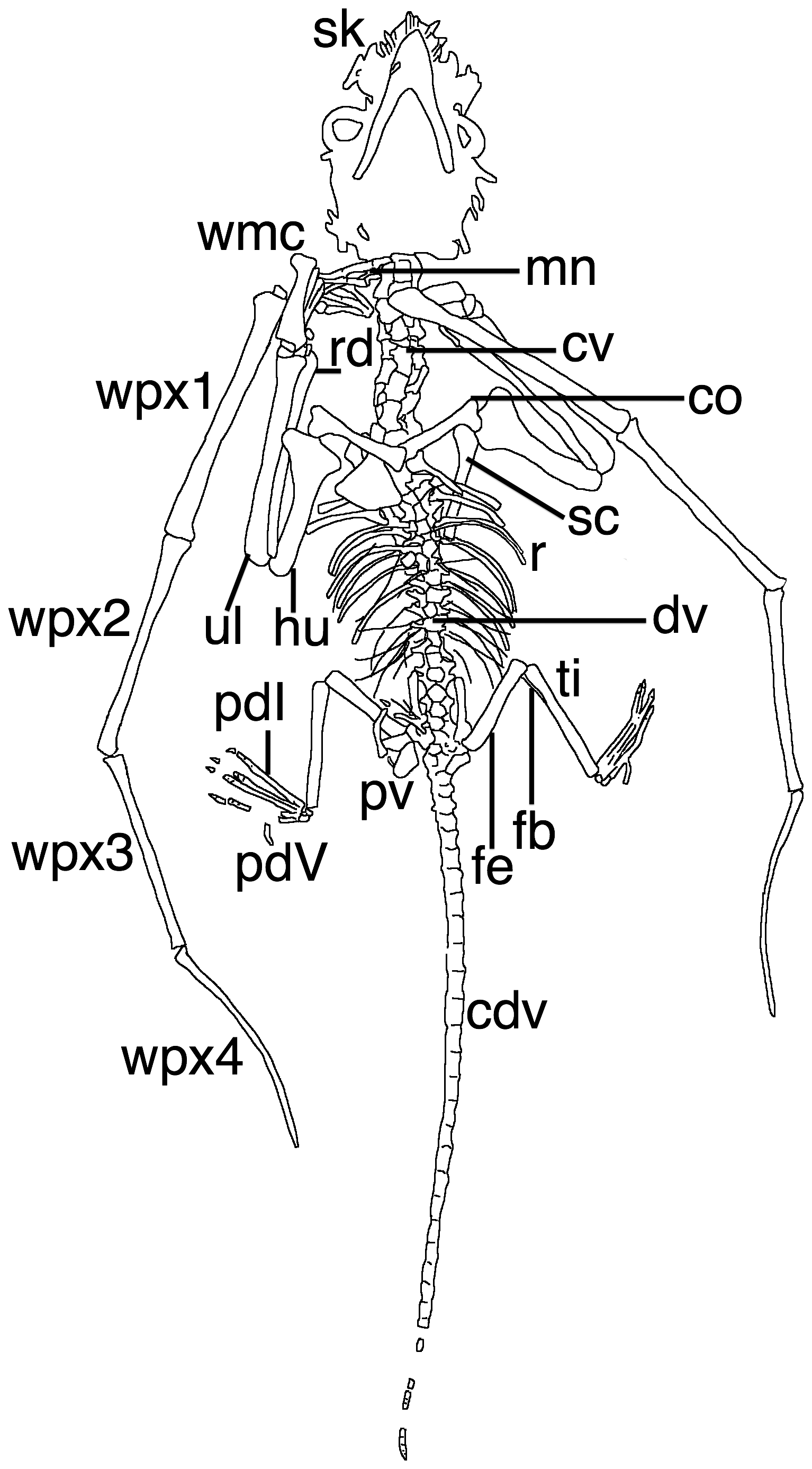
Diagrama del holotipo

Bellubrunnus es conocido a partir de un único esqueleto completo y articulado conocido como BSP–1993–XVIII–2. Fue hallado en 2002 por un equipo de excavación liderado por Monika Rothgaenger, de cuyo apellido deriva el nombre de la especie. Está preservado en vista ventral, lo que significa que la parte inferior del esqueleto puede ser vista en la lámina de caliza. El espécimen se aloja actualmente en el Bürgermeister-Müller-Museum, aunque se cataloga en el Bayerische Staatssammlung für Paläontologie und historische Geologie. Proviene de una cantera cercana al pueblo de Brunn, Alto Palatinado, en una capa de roca que subyace a la mejor conocida Caliza de Solnhofen. La cantera data del Kimmeridgiense en el período Jurásico Superior, hace entre 155-150 millones de años. Las luces ultravioletas han revelado muchos detalles del fósil.

## Etimología
Bellubrunnus fue descrito y nombrado por David W. E. Hone, Helmut Tischlinger, Eberhard Frey y Martin Röper en 2012 y la especie tipo y única especie es Bellubrunnus rothgaengeri. El nombre del género se deriva del latín bellus que significa bello y brunn en referencia a Brunn, su localidad tipo. Por tanto significa belleza de Brunn. El nombre de la especie, rothgaengeri, honra a Monika Rothgaenger por hallar al holotipo.

## Descripción

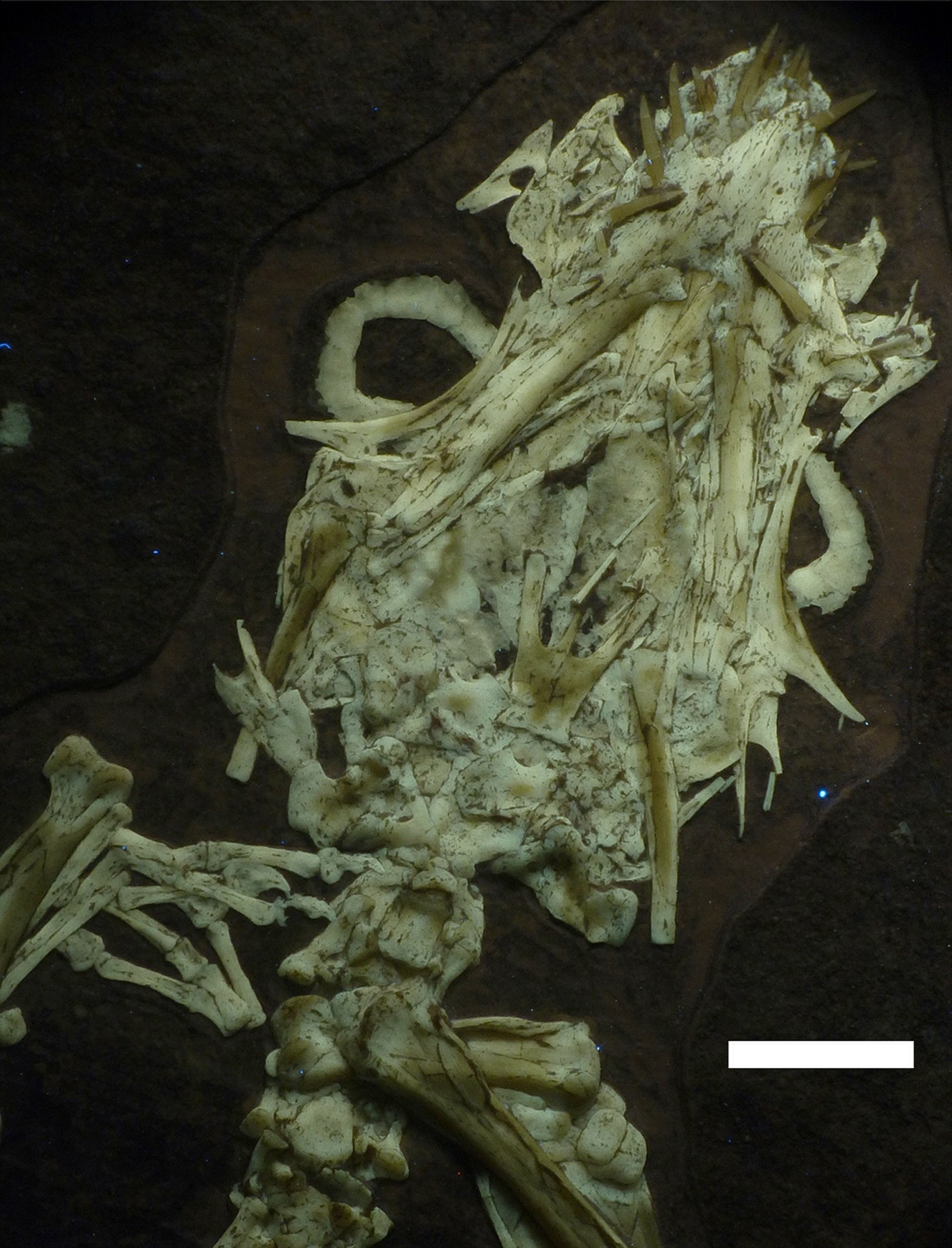
Detalle del cráneo

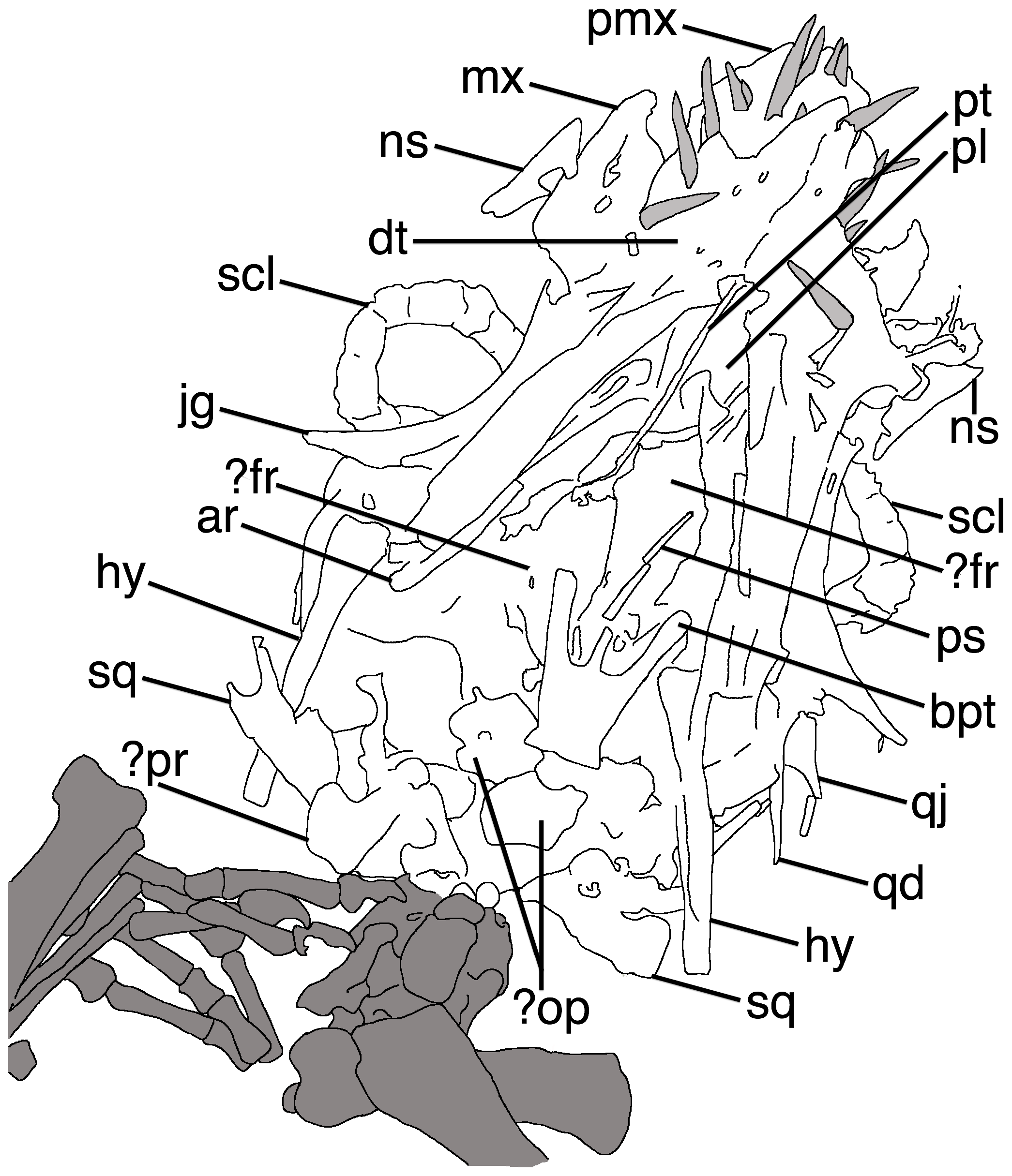
Diagrama del cráneo

Casi todos los huesos se han preservado en BSP–1993–XVIII–2, aunque no se han hallado tejidos blandos. El esqueleto está entero excepto por partes perdidas del pie derecho y la punta de la cola. Debido a que el esqueleto se preservó en vista ventral, muchos detalles del cráneo están ocultos por la mandíbula. Muchos huesos del cráneo están también distorsionados y aplastados, y algunos como los maxilares, huesos nasales y los anillos escleróticos se han desplazado. Parte de la sección inferior de la bóveda craneana puede ser vista entre los huesos de la mandíbula, el paladar y el neurocráneo. 21 pequeños dientes están preservados extendiéndose por fuera de la mandíbula, aunque no se sabe con certeza si todos provienen del maxilar superior o si algunos son de la mandíbula. Aunque se encuentra aplastado en la lámina, se cree que el cráneo era alto con un hocico corto. Los ojos son muy grandes para el tamaño del cráneo, ocupando cerca de un tercio de su longitud total. Se considera que tanto el cráneo corto como los grandes ojos son características de los pterosaurios juveniles, así como otros rasgos, como los huesos sin fusionar del cráneo y los huesos de las extremidades apenas osificados, lo que sugiere que BSP–1993–XVIII–2 era un individuo inmaduro cuando murió. El hueso escapulocoracoides sin fusionar en la cintura escapular sugiere que pudo haber tenido menos de un año de vida.
Varias características distintivas están presentes en las extremidades de Bellubrunnus. La gran cresta deltopectoral en forma de hacha del húmero es una de las características que indican que Bellubrunnus es un miembro de Rhamphorhynchididae, pero la gran longitud del húmero en comparación a la longitud del fémur lo distingue de los otros ranforrínquidos. El húmero es además recto, a diferencia del húmero curvo visto en pterosaurios emparentados. En términos de las proporciones de los huesos de las extremidades, Bellubrunnus se parece sobre todo al ranforrínquido Rhamphorhynchus, que también es conocido de Alemania.
Otro rasgo distintivo de Bellubrunnus es lo corto de sus cheurones y zigapófisis en las vértebras caudales. En otros ranforrínquidos como Dorygnathus, las proyecciones óseas son alargadas, y lase zigapófisis son lo bastante largas para superponerse a las vértebras detrás de estas.

### Alas

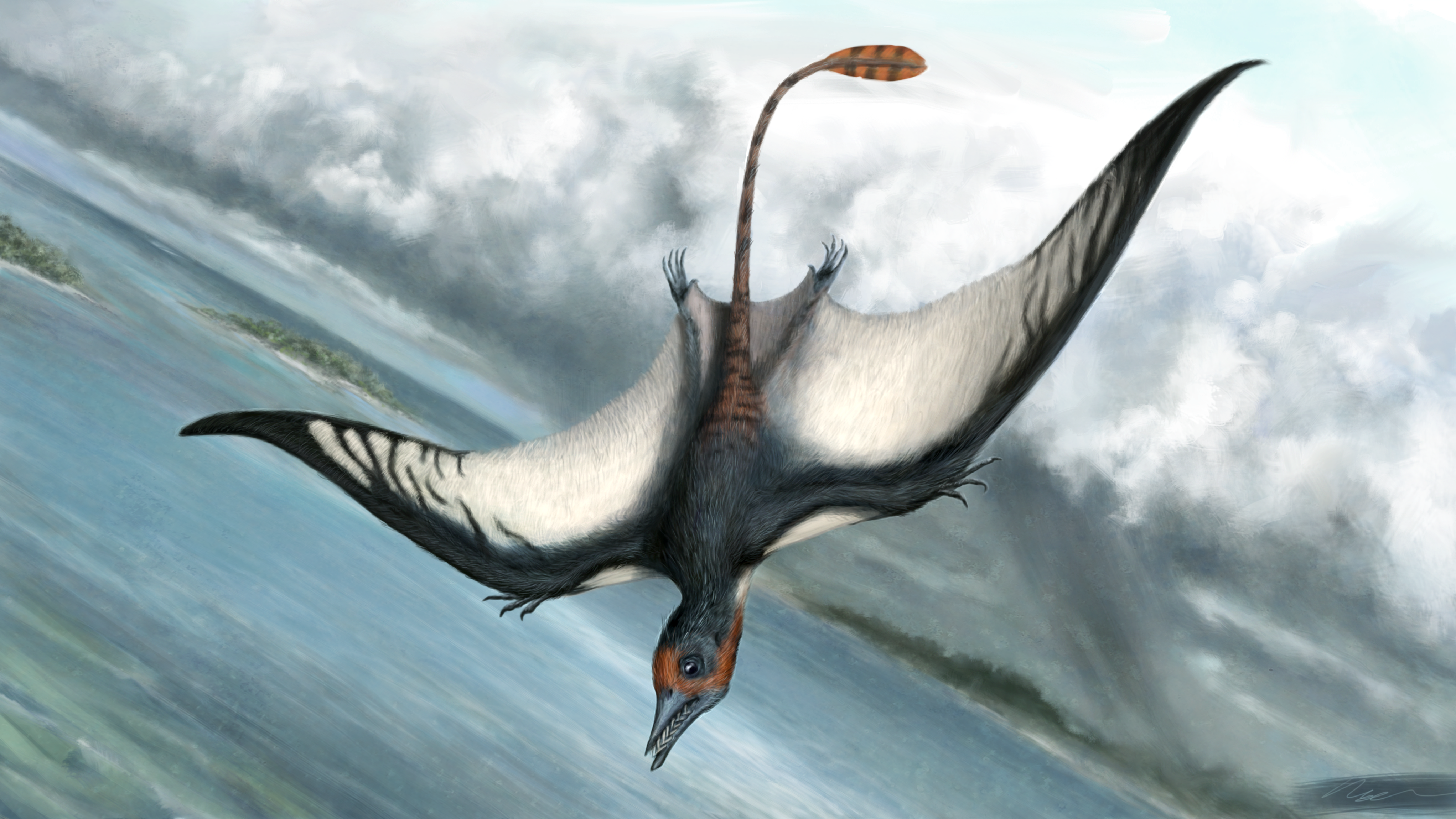
Recreación en vida de Bellubrunnus mostrando las puntas de las alas curvadas hacia adelante

En BSP–1993–XVIII–2, el último hueso del dedo o falange distal que mantenía el ala se curva hacia adelante. Algunos otros pterosaurios tienen falanges distales curvadas, pero en muchos casos se cree que la curvatura es el resultado de una fractura en los huesos o problemas de desarrollo específicos de los individuos con esta característica, y siempre se curva hacia atrás. Aunque su función exacta es desconocida, las puntas de alas curvadas pueden haberle permitido a Bellubrunnus maniobrar mejor en el aire. Estos pueden haber estabilizado el tejido blando de las membranas de los extremos de las alas, los cuales estaban expandidos en muchos pterosaurios y pueden haber sido propensos a revolotearse.

## Paleoecología
La unidad estratigráfica en la cantera de Brunn donde se halló el holotipo de Bellubrunnus es casi idéntica a la Caliza de Solnhofen, pero levemente más antigua. Como en Solnhofen, las calizas de Brunn fueron probablemente depositadas en el fondo de lagunas y arrecifes en una región de islas. Es similar a Solnhofen en que preserva fósiles de flora y fauna terrestre que vivió junto a organismos marinos. Brunn carece de muchos de los reptiles que han sido hallados en Solnhofen, y mientras que muchos especímenes de Rhamphorhynchus han sido hallados en la Caliza de Solnhofen, Bellubrunnus es el único pterosaurio conocido de Brunn. Bellubrunnus puede haber ocupado el mismo nicho ecológico de Rhamphorhynchus, y puede incluso haber sido su ancestro evolutivo directo, aunque se necesitan más fósiles para confirmar esa relación.